# Hostigamiento de osos

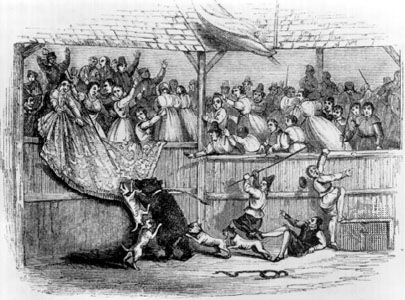
Grabado de un hostigamiento de osos en la Inglaterra del (grabado, 1796).

El hostigamiento de osos (en inglés, bearbaiting) es un espectáculo consistente en hacer pelear contra un oso encadenado en el centro de un foso a perros de caza especialmente entrenados, que van siendo sustituidos conforme caen heridos o muertos.
Era una diversión popular en Inglaterra hasta el siglo XIX. Si bien ha habido un descenso en la celebración de estos actos gracias a la labor de organizaciones como la World Society for the Protection of Animals, en la actualidad siguen celebrándose en algunas regiones de Pakistán.

## Historia
Desde el siglo XVI, se mantenían manadas de osos para utilizarlos en los hostigamientos. En su forma más conocida, los fosos para este propósito se denominaron "jardines del oso", y consistían en una valla circular alta, que cercaba un área de arena, llamada el "coso del oso", rodeada de un graderío los espectadores. En un lateral de la arena, se alzaba un poste para encadenar a él al oso por una pata o por el cuello. A ese mismo poste se ataban varios perros adiestrados, y se iban sustituyendo a medida que se cansaban, caían heridos o muertos. Durante mucho tiempo, el principal jardín del oso en Londres fue el Paris Garden, situado en Southwark.
Enrique VIII era aficionado a este espectáculo y tenía un foso en Whitehall. Isabel I también lo apreciaba y se organizaba para su recreo durante sus viajes por el país. En 1575, se le ofreció una exhibición de hostigamiento con trece osos; cuando se presentó en el parlamento una iniciativa para prohibir los hostigamientos en domingo, la reina invalidó al Parlamento.

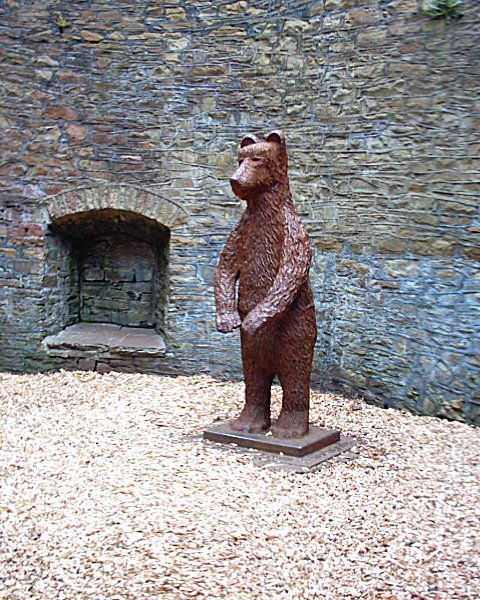
Un antiguo foso del oso (Bear pit), en el Jardín Botánico de Sheffield.

Hubo variantes con otros animales como toros. Según narran las crónicas, en una ocasión un potro con un mono atado a la grupa fue especialmente hostigado: un espectador describió que "... con el griterío del mono, tirando de las correas que cuelgan de las orejas y del cuello del potro, estaba muy gracioso".
Las primeras tentativas en Inglaterra para terminar con este entretenimiento partieron de los puritanos, con resultados nulos. La muerte de varios espectadores cuando un graderío se derrumbó en el «Paris Garden» el 12 de enero de 1583, fue considerada por los primeros puritanos como una señal de la cólera de Dios; no tanto por la crueldad del hostigamiento sino porque el espectáculo tenía lugar en domingo.
A finales del siglo XVII "las consciencias de las gentes cultas empezaron a cambiar",[cita requerida] pero los hostigamientos se mantuvieron hasta 1835, cuando las prohibió el Parlamento mediante el Acta de Crueldad contra los Animales de 1835 y la prohibición no tardó en extenderse por todo el Imperio Británico. Las luchas de osos, sin embargo, continuaron en la pequeña población de Knottingley.

## Hostigamientos de osos en Norteamérica
En California, a finales del siglo XIX, los osos grizzlies se utilizaban en los hostigamientos de osos, generalmente enfrentado a un toro de lidia. El oso a menudo estaba atado a un poste y el toro atado al oso, de modo que ambos animales se tuvieran que enfrentar. El resultado dependía de la edad y condiciones del animal, si bien los osos salían generalmente victoriosos.

## Otros usos
El término inglés bearbaiting, hostigamiento del oso, se puede utilizar también para la práctica de la caza de engaño de un oso con cebo en un puesto donde se lo mata. El cazador coloca alimentos tales como carne cruda o dulces hasta que observa que hay huellas de oso y la comida desaparece. El cazador aprovecha entonces para matar al oso cuando va a alimentarse. Esta práctica es legal en muchos estados en los Estados Unidos; sin embargo, las sociedades protectoras de animales han conseguido de que el "hostigamiento del oso" esté prohibido en 18 de los 27 estados que permiten la caza del oso. Persiste en Alaska, Idaho, Maine, Míchigan, Minnesota, Nuevo Hampshire, Utah, Wisconsin, y Wyoming. Por ejemplo, en Wisconsin en 2002, los cazadores mataron a 2.415 osos; siendo de los que usaban cebo 1.720 de las matanzas. En Maine, los cazadores mataron a 3.903 osos de escalonamiento en 2001, y los hostigamientos tomaron parte en 3.173 de los animales."

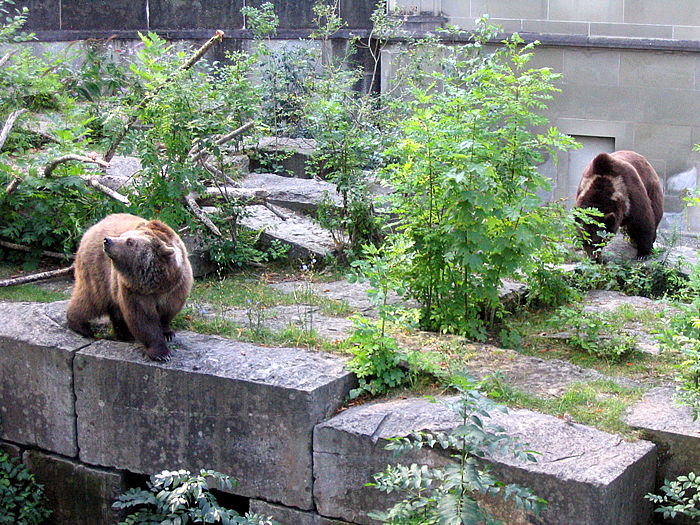
Osos en la Bärengraben de Berna (Suiza), símbolo de la ciudad.

## Fosos del oso

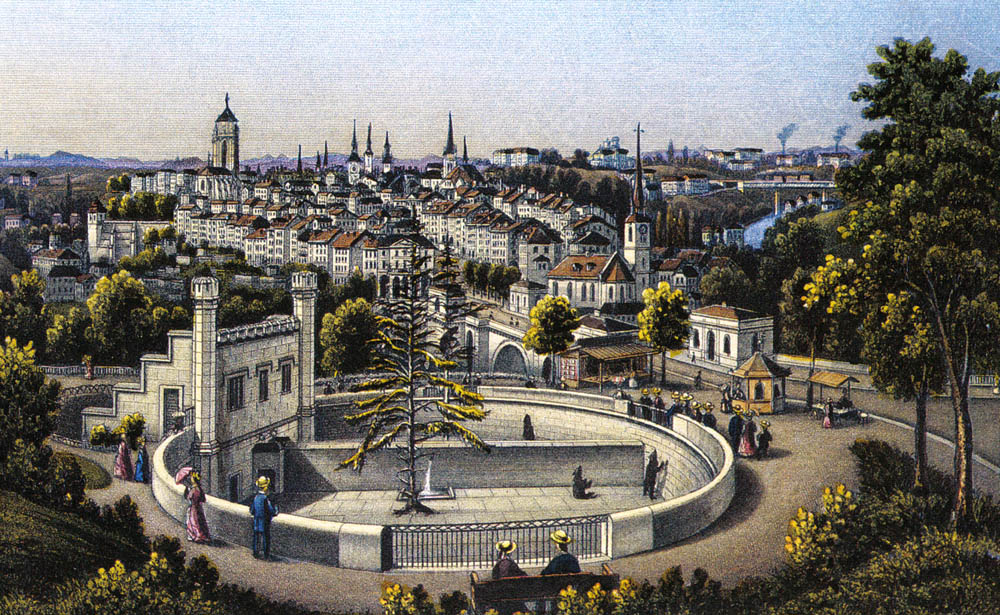
Osos en la Bärengraben de Berna (Suiza) 1880. Actualmente aún en uso, con una pareja de osos, que son el símbolo de la ciudad.

El foso del oso, en inglés bear pit o en alemán Bärengraben, son fosos o ruedos que históricamente se usaron para exhibir osos y, especialmente, para los hostigamientos y las luchas con otros animales. La zona de lucha estaba normalmente rodeada de una barrera o valla elevada desde la que los espectadores podían observar al oso que se encontraba en el interior del ruedo. 

### En la actualidad
Los fosos de osos se encuentran en la actualidad en los zoológicos, pero con formas muy dispares y como parte expositiva del recinto donde se muestran a los osos en un hábitat recreado en el que se incluyen elementos como grutas, cascadas, o pequeños estanques de agua. En la ciudad de Berna, Suiza, se conserva uno que alberga el símbolo vivo de la ciudad.